# Mali Otok (Słowenia)
Mali Otok – wieś w Słowenii, w gminie Postojna. W 2018 roku liczyła 87 mieszkańców.